# الدرجة الثالثة (فلم)
الدرجة الثالثة هو فيلم مصري عرض عام 1988، بطولة أحمد زكي وسعاد حسني وجميل راتب تأليف ماهر عواد وإخراج شريف عرفة.

## قصة الفيلم
تدور أحداث الفيلم حول الصراع ما بين مافيا المجتمع وبين الناس البسطاء العاديين الذين يحبون بتلقائية ويعطون ويخلصون من دون حدود ودون مقابل. وسيناريو الفيلم يناقش مشاكل الكرة والنادي واللاعبين والجمهور الكروي. لكنه أيضاً يتخذ من كل هذا بعداً سياسياً مباشراً وموازياً للأحداث. إن الفيلم يبلور العلاقة بين جمهور الدرجة الثالثة الكادحين وبين رواد المقصورة الرئيسية المرفهين.. الأولين يتحملون حرارة الشمس وبرودة الشتاء من أجل تحميس الفريق وفوزه، والآخرين نراهم يجلسون في المقصورة المريحة مستفيدين من نفس الانتصارات والفوز الذي يحققه الفريق.وعندما يحاول جمهور الدرجة الثالثة الحصول على بعض الامتيازات والحقوق، يثور عليهم السادة ويدخلون معهم في صراع يستمر طوال أحداث الفيلم، ويتصاعد لتتوتر العلاقة فيما بين الطرفين متخذة شكل العلاقة
بين السيد والمسود.. بين الحاكم والمحكوم.يتم اختيار سرور (أحمد زكي) ليكون همزة الوصل بين طرفي الصراع، وهو الإنسان البسيط الساذج الذي يستغل من قبل إدارة النادي.. إلى أن تحدث لحظة التنوير للبطل، الذي تم اختياره من قاع المجتمع، والذي مع الوقت يصدق نفسه فرحاً بوضعه الجديد هذا. إلا أنه وبمساعدة زوجته نعناعه (سعاد حسني) وأصدقائه يكتشف أن لهذا التغيير ثمناً لابد أن يدفعه.

## طاقم التمثيل
- سعاد حسني: (مناعة)
- أحمد زكي: (سرور)
- جميل راتب: (عوف - عضو المقصورة)
- سناء يونس: (عضوة ثانية يمين)
- أحمد راتب: (شبكة القهوجى)
- عبد العظيم عبد الحق: (والد سرور)
- عبد السلام محمد: (سعد)
- أحمد عقل: (سويكا - المغني الأعمى)
- محمد فريد: (زينهم)
- أحمد الحداد: (سمسار لاعبين)
- نعيم عيسى: (عضو أولى شمال)
- حمدي يوسف: (عضو أولى يمين)
- فؤاد فرغلي: (عضو ثانيه شمال)
- محمد الشرقاوي: (فتوح الأهطل الشهير برفاس)
- كمال سليمان: (رفاعى)
- يوسف عيد: (مشجع)
- محمد الصاوي: (بودى جارد)
- زايد فؤاد: (مشجع)
- نصر سيف: (نصر)
- مطاوع عويس: (مشجع)

## فريق العمل
- تأليف: ماهر عواد
- اشترك في الحوار: عصام عبد الله
- إخراج: شريف عرفة
- مدير التصوير: محسن نصر
- مونتاج: عادل منير
- إنتاج: أفلام مصر العربية (واصف فايز)
- موسيقى تصويرية: مودي الإمام
- توزيع داخلي: أفلام صوت الفن
- توزيع خارجي: العالمية للتليفزيون والسينما

## روابط خارجية
- مقالات تستعمل روابط فنية بلا صلة مع ويكي بيانات